# Acalolepta rusticatrix
Acalolepta rusticatrix är en skalbaggsart. Acalolepta rusticatrix ingår i släktet Acalolepta och familjen långhorningar.

## Underarter
Arten delas in i följande underarter:
- A. r. rusticatrix
- A. r. pseudobianor
- A. r. lumawigi
- A. r. lombokensis
- A. r. sumbawensis
- A. r. bilitonensis
- A. r. formosensis